# عشق تمام شود
«عشق تمام شود» تک‌آهنگی از گروه موسیقی پاپ راک وان‌ریپابلیک است که در ۱۴ آوریل ۲۰۱۴ منتشر شد. این تک‌آهنگ در آلبوم مادری (آلبوم) قرار داشت.
این تک‌آهنگ در چارت‌های اسکاتلند در رتبه اول و در چارت‌های کانادا، آلمان، لهستان، سوئیس، اتریش، بریتانیا، جزو ده ترانه اول قرار گرفت.